# III. Károly római császár
III. (Kövér) Károly (németül: Karl der Dicke), (839. június 13. – 888. január 13.) frank uralkodó III. Károly néven római császár volt.
Alemannia ura lett 876-ban, 879-ben pedig bátyjának, Karlmannnak lemondása után Itália királya. 881-ben koronázták császárrá, így örökölte bátyjának, III. (ifjabb) Lajosnak földjeit, aki előző évben egyesítette az egész Keleti Frank Birodalmat (a mai Németország). Unokaöccsének, II. Karlmann nyugati frank királynak halála után megörökölte a nyugati frank trónt is (a későbbi Franciaország trónját). 884. december 12-ei trónra lépésével saját kezében egyesítette az egész Frank Birodalom területét.
Letargikussága és alkalmatlansága miatt (gyakori rohamok, feltehetően epilepszia, kínozta) több sikertelen hadjáratot vezetett Itáliába a szaracén megszállók ellen és békét vásárolt a vikingektől Párizs ostromakor 886-ban.

## Ifjúság és öröklés
Kövér Károly volt a legfiatalabb II. (Német) Lajos, az első keleti frank király, és Altdorfi Emma három fia közül. Károly fiatalon örökölte meg a trónt. Mélyen vallásos hercegként tartották számon.
859-ben egy az alemannok ellen vezetett dél-lotaringiai hadjárat Breisgau grófjává tette.
863-ban idősebbik bátyja, Karlmann, fellázadt apjuk ellen. A következő évben Ifjabb Lajos is fellázadt és Károly is csatlakozott hozzá. Német Lajos 865-ben arra kényszerült, hogy felossza birtokait fiai közt. Karlmann kapta Bajorországot, Ifjabb Lajos Szászországot, Frankföldet és Türingiát, Károly pedig Svábföldet. Lotaringia pedig a két fiatalabb fivér kezébe került. 876-ban Német Lajos meghalt. Az örökösödés a tervezett rendben zajlott le a Nördlinger Ries-i konferencián, habár Károly kevesebb földet kapott Lotaringiából mint tervezték. Dokumentumaiban Károly Germánia feletti uralmát apja halálától, azaz 876-tól, számította.

## Itália megszerzése
A fivérek békésen megegyeztek, így nem tört ki háború az apai örökségért, ami ritkaságnak számított a középkori Európa királyságaiban. 877-ben Karlmann megörökölte Itáliát nagybátyjától, II. (Kopasz) Károlytól, a Nyugati Frank Birodalom urától. Lajos három részre osztotta maguk között Lotaringiát. 878-ban Karlmann visszatért Lotaringiába, hogy visszafoglalja földjeit, amelyeket Lajos és Károly korábban meghódított. Nemsokára Karlmann megbetegedett, és Károlyra ruházta itáliai hatalmát. Károly innentől számította itáliai királyságát.
879 augusztusa és szeptembere között megtámadta Boso alsó-burgund királyt Vienne-ben, de elbukott.
Még ez évben az I. Lambert spoletói herceg által szorongatott VIII. János pápa védelmében átkelt Itáliába, ahol 880-ban Ravennában lombard királlyá koronázták.

## Császár
880. július 18-án VIII. János pápa levelet írt II. Vid spoletói hercegnek hogy kieszközölje a békét, ám a herceg ezt figyelmen kívül hagyva megtámadta a Pápai államot. A pápa válaszként Károlytól, mint Itália királyától kért segítséget. Hálából pedig 881. február 12-én császárrá koronázta. Koronázását az általános feléledés reménye kísérte Nyugat-Európában, ám az új császár egyenlőtlenül hajtotta végre intézkedéseit. Károly segítséget nyújtott a spoletói herceg ellen, de csak miután a pápa több esdeklő levelet küldött neki novemberben a beavatkozásért könyörögve.
882 februárjában Károly birodalmi gyűlést hívott össze Ravennába. II. Vid, a császár és a pápa békét kötöttek. Vid és unokaöccse, Vid, Camerino hercege megfogadták, hogy visszaadják az elfoglalt pápai földeket. Ám egy levélben a pápa azt kérte, hogy ezt az esküt ne váltsák valóra. 883-ban az ifjabb Videt, immár Spoleto hercegeként, hitszegéssel vádolták egy császári zsinaton Nonatulában, májusban. A sértett herceg hazatérve szövetkezett a szaracénokkal. Károly Friuli Berengárt küldte egy sereg élén, hogy megfossza Videt hatalmától. Berengár hadjárata sikeresen indult, de az Itáliára törő hatalmas járvány miatt a császár arra kényszerült, hogy visszahívja seregeit.
882 augusztusában elküldte Igazságos Richárdot, Autun grófját, hogy foglalja el a várost, de a gróf szeptemberben meghalt. Ezután Boso nem tudta visszanyerni birodalma nagy részét, így visszaszorult Velence környékére.
883-ban Károly aláírt egy szerződést II. Giovanni Participazio velencei dózséval, ennek értelmében 100 font aranyért cserébe a dózse fenyegetettség esetén a császár földjeire menekülhetett.

## Keleti Frank Királyság
A 880-as évek elején a Nagy Pogány Sereg, melynek maradványait Nagy Alfréd szétverte az edingtoni csatában 878-ban, letelepült a Németalföldön. Ám az új telepesek szembekerültek III. (Ifjabb) Lajosnak, Károly bátyjának, néhány érdekével, de Lajos meghalt egy rövid hadjárat után 882. január 20-án és Károly örökölte a földjeit, ezzel egyesítve az egész Keleti Frank Királyságot. Nyáron Károlyt a keleti frankok felkérték egy sereg összegyűjtésére, és ő elindult, hogy megostromolja a vikingek központját Asseltben. Nem sokkal később Károly tárgyalásokat kezdett a viking vezetőkkel, Godfrey-val és Sigfreddel. Godfrey befogadta a keresztény térítőket és beleegyezett hogy Károly vazallusává váljék. Elvette Gizellát, II. Lothár leányát. Annak ellenére, hogy Károlynak több túlbuzgó krónikás is „rendelkezésére állt”, kevés dokumentum maradt fenn erről a hadjáratról.
882-től 884-ig a Vilmosi háború uralta a keleti határt (a későbbi Ausztria). Karintiai Arnulf, Károly illegitim unokaöccse szövetkezett a lázadó II. Engelschalk osztrák őrgróffal, a nagybátyja által kijelölt Aribo ellen. I. Szvatopluk, a Morva Fejedelemség uralkodója, elfogadta Aribot és 884-ben Kaumbergben hűségi esküt tett Károlynak. Mivel elvesztette keleti szövetségeseit, unokaöccsével is megromlott a kapcsolata, Károly új szövetségeseket keresett, akiket a régió morva és más szláv hercegeiben talált meg.

## Utódlási kérdések
Károly, mivel Richardisszal kötött gyermektelen házassága miatt, megpróbált egy illegitim fiút nemzeni egy ismeretlen szeretővel, a fiút, Bernárdot 885-ben el is fogadtatta törvényes gyermekeként, de szembe került számos püspökkel. Károly III. Adorján pápa támogatását élvezte, akit 885 októberében meghívott egy birodalmi gyűlésre Wormsba, de a pápa meghalt útközben, rögtön miután átkelt a Pón. Adorján eltávolította az ellenkező püspököket és Károly kérésére elfogadta Bernárdot legitim utódnak. A kedvezőtlen benyomást keltő mainzi krónika, az Annales Fuldenses alapján, Károly ellenfeleit valószínűleg Liutbert mainzi érsek fogta egybe. Károly látszólag úgy tervezte, hogy fiát Lotaringia királyává teszi, így őt jelölve meg örökösévé.
Kísérlete sikertelensége után hozzáfogott hogy újra megpróbálja. Megpróbálta ivadékait beiktatni hivatalos irataiba, eltérően az előző évektől, valószínűleg azért, hogy legitimizálhassa Bernárdot. 886 elején Károly találkozott az új pápával, V. Istvánnal és alkalmasint tárgyalt is vele fia utódként való elismeréséről. Egy birodalmi gyűlést terveztek következő év április–májusára Waiblingenbe. A pápa minden tennivalóját elhalasztotta 887. április 30-án. Azonban 887 májusában Berengár, aki egy vita miatt kiesett a császár kegyeiből, megérkezett Waiblingenbe és kibékült Károllyal.
Károly minden bizonnyal felhagyott Bernárddal kapcsolatos terveivel és májusban, Kirchenben adoptálta Provence-i Lajost, bár valószínűleg ezzel csak Lotaringia alkirályává akarta tenni Lajost Bernárd mellé. Júniusban vagy júliusban Berengár megérkezett Kirchenbe, talán hogy kieszközölje, hogy Károly őt tegye meg örökösévé, de végül csak Itáliát tudta megszerezni, ahol elismerték királynak, közvetlenül Károly után. Odó, Párizs grófja hasonló okokból látogathatta meg Károlyt Kirchenben. Másrészről, ezen nagyurak jelenléte ezen a két nagy gyűlésen talán csak azért volt szükséges, hogy megerősítse Bernárd törvényes utódlását Waiblingenben és hogy támogassák Lajost Kirchenben.

## Nyugati Frank Királyság

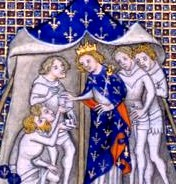
Kövér Károly a Nagy Francia Krónika lapjain.

Amikor Karlmann nyugati frank király meghalt 884. december 12-én, a Nyugati Frank Királyság nemesei nagybátyját, Károlyt, hívták meg a trónra. Károly örömmel elfogadta az ajánlatot. Ez volt a harmadik királyság ami "az ölébe hullott". Így egyesíthette – Provence kivételével – Nagy Károly egykori birodalmát.
Geilo langresi püspök koronázta meg mint rex in Gallia 885. május 20-án Grandban, Dél-Lotaringiában. Károly vezetése nyugaton meglehetősen személytelen volt, bár üzleti ügyekben gyakran meglátogatta a nemeseket.
A Nyugati Frank Királyságot sokkal kevésbé fenyegették a vikingek mint a Mély Országokat. 885-ben, Sigfred vezetésével egy nagy flotta úszott fel a Szajnán, évek óta először és megostromolta Párizst. Sigfred ismét váltságdíjat követelt a városért, de Károly ezúttal visszautasította. Ez idő tájt a császár Itáliában tartózkodott és Párizsi Odó gyűjtött erőket a többi frontról. Károly Henrik szász grófot küldte Párizsba. 886-ban, amikor a vész továbbterjedt Párizstól, Odó meglátogatta Károlyt hogy támogatást szerezzen. Károly felszerelt egy hatalmas sereget és körbevette Rollo erőit és tábort vert Montmartre-ban. Bár Károlynak nem volt semmi célja a harccal. Elküldte a védőket Seine-ből, hogy támadják meg Burgundiát, ahol felkelés tört ki. Amikor a vikingek visszavonultak Franciaországból a következő tavasszal 700 font ezüstre tett nekik ígéretet. Ezzel Károly presztízse francia földön meglehetősen lecsökkent.

## Egyéb tettei
A máskülönben tehetetlennek bizonyuló uralkodó egyéb ellenfeleivel szemben kíméletlenül járt el. A Kennemerlanddal elégedetlenkedő Gottfriedet meggyilkoltatta, a Lotharingiában hatalomra törő – II. Lothar fiát – pedig megvakíttatta, és kolostorba záratta.

## Bukás, halál és örökség
Ahogy Károly egyre gerinctelenebbé és alkalmatlanabbá vált, egyre több probléma vetődött fel 887 elején. Az év nyarán, feladva fiának utódlási terveit, a császár elismerte Párizsi Odót és Friuli Berengárt, Friuli őrgrófját rokonainak az udvarban. Valószínűleg utódainak is elfogadta őket saját királyságukban. Károly belső köre kezdett szétesni. Először megvádolta feleségét, Richardist, hogy kapcsolatot tart fenn férje első miniszterével és főkancellárjával, Liutwarddal, Vercelli püspökével. Az asszony bizonygatta ártatlanságát és elhagyta a császárt a zárdai életért. Ezután Károly Liutward ellen fordult és eltávolította hivatalából, Liutbert mainzi érseket helyezve a helyére.
Abban az évben unokatestvére elbocsátotta Provence-i Ermengarde-ot, II. Lajos egyetlen lányát, provence-i Boso feleségét és magához vette felesége fiát, (Vak) Lajost, megtette Provence királyává és megengedte hogy az udvarában maradjon. Valószínűleg úgy tervezte, hogy Lajost teszi az egész birodalom és a császári cím örökösévé. November 11-én egy birodalmi gyűlést hívott össze Frankfurtba. Mialatt a híreket fogadta, ambiciózus unokaöccse, Karintiai Arnulf, lázadást szított és bajor illetve szláv seregekkel vonult a keleti frankok földjére. A következő hetekben Károly teljes hatalmi építménye összeomlott a térségben. Legtovább hűséges alemannjai tartottak ki mellette. Lotaringia népe sohasem fogadta el ténylegesen a trónfosztást. November 17-étől Károlyt megfosztották minden hatalmától. A pontos események ismeretlenek. Amellett hogy megbüntette a lázadókat, akadályozta Arnulfot a mozgásban. Hamarosan ismét megbetegedett, és valószínűleg Bernátra és Lajosra bízta a hatalmat. Néhány birtokot kért Svábföldön, ahol eltöltheti hátralévő napjait. Hat héttel később halt meg, 888. január 13-án.

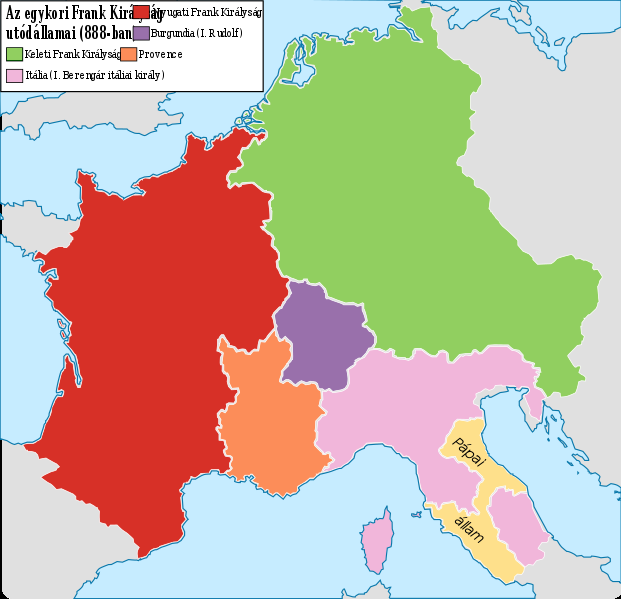
Károly birodalma 888-ban kettészakadt és soha többé nem egyesült újra.

Károly birodalma kettészakadt és soha többé nem egyesült újra. Regino prümi apát szerint a birodalom egyik felében belső körökből választottak egy királyt. Arnulf valószínűleg az egész birodalmat magának akarta, de egyedüli terület, amit Keleti Frank Királyságon kívül meg tudott szerezni, az Lotaringia volt. A franciák Odót „választották meg”, aki eleinte nagy harcokat vívott III. Vid spoletói herceggel a hatalomért, aki Arnulffal is szemben állt Lotaringiában. Frankföldi bukása után Guy megpróbálkozott Itáliában is, de ott végül Berengárt koronázták királlyá. Lajost, Károly tervei szerint, megkoronázták Provence-ban, ő megpróbálta megszerezni Arnulf területeit, amit végül örökségként meg is szerzett. Odó valószínűleg alávetette magát Arnulf fennhatóságának. Felső-Burgundiában Rudolf herceget királlyá koronázták. Ő lett az első nem Karoling király a történelemben. Aquitániában II. Ranulf felvette a királyi címet és gyámsága alá vette az ifjú Együgyű Károlyt, a későbbi francia királyt, ezzel elutasítva Odó megválasztását.
Nem tudni, hogy ezek a választások Károly helyi megbuktatására következtek, vagy csak a halálára. III. (Kövér) Károlyt Reichenauban helyezték végső nyugalomra.

## Címei
- Breisgau grófja (859–)
- sváb király (865–882)
- itáliai király (879–887)
- keleti frank király (882–887)
- Alsó-Burgundia (Provence) és Felső-Burgundia királya (884–887)
- nyugati frank király (884–887)

## Gyermekei
- Károly 862-ben házasodott össze Richardissal, Erchanger gróf leányával,[2] aki egy gyermeket szült férjének:
  - Karlmann[2] (? – 876)
- Ezenkívül Károlynak született egy törvénytelen gyermeke is:[2]
  - Bernárd[2] (881/882 – 891)